# Région métropolitaine de Londrina
La région métropolitaine de Londrina fut créée en 1998. Elle regroupe les  municipalités formant une conurbation autour de Londrina.
Elle s'étend sur 4 285 km² pour une population totale de près de 739 195 habitants en 2006.

## Noyau métropolitain
| Ville                 | Population (hab.) | Superficie (km²) |
| --------------------- | ----------------- | ---------------- |
| Londrina              | 495 696           | 1 651            |
| Cambé                 | 98 788            | 495              |
| Rolândia              | 55 271            | 460              |
| Ibiporã               | 47 316            | 300              |
| Sertanópolis          | 15 780            | 506              |
| Bela Vista do Paraíso | 14 981            | 243              |
| Jataizinho            | 11 991            | 159              |
| Tamarana              | 10 365            | 472              |
| Total                 | 739 195           | 4 285            |